# Prostitución en Eritrea
La prostitución en Eritrea es legal y está regulada. Según cifras oficiales, hay unas 2 000 prostitutas en el país, a las que no se permite ejercer cerca de escuelas, hospitales e iglesias. Según los Informes de Derechos Humanos de 2009, las fuerzas de seguridad siguen ocasionalmente a las mujeres que ejercen la prostitución y detienen a las que han pasado la noche con un extranjero. Algunas entran en la prostitución debido a la pobreza. Las prostitutas son conocidas localmente como "shermuta" en árabe, o "mnzerma" y "me'amn" en tigriña.

## Historia
En la cultura Habesha hubo cortesanas y concubinas durante siglos. Después de la colonización por Italia en 1880 hubo un aumento de la prostitución forzada por los soldados italianos, la población italiana se estimó en 8 000 militares y civiles, con la llegada del fascismo durante la segunda guerra italo-etíope en 1935 el aumento de la prostitución por las solicitudes de trabajo sexual de las autoridades militares italianas con un aumento de los abusos sexuales y violaciones de mujeres y niños con el aumento de la pedofilia. La prostitución fue fomentada con la llegada de las leyes raciales italianas por las autoridades y desalentó los matrimonios mixtos (en muchos casos matrimonios forzados) entre italianos y locales. 
Se abrieron burdeles y se reclutó a mujeres locales, si era necesario a la fuerza con coacción, para trabajar en ellos. Estos burdeles estaban subvencionados por las autoridades. También llegaron mujeres de zonas rurales de Eritrea emigradas a la fuerza, la gran mayoría eran niñas de doce años o más. En grandes ciudades como Asab, Asmara y Massawa, la prostitución era habitual en los bares de los "barrios nativos". Este fenómeno continuó mucho menos durante la Segunda Guerra Mundial, con la guerra perdida en 41 ya no se podía recurrir a la fuerza de las armas.
Tras la federación con Etiopía en 1950, las tropas etíopes estacionadas en Eritrea y las tropas estadounidenses en la estación de Kagnew mantuvieron la demanda de prostitución. La prostitución aumentó durante la década de 1970 con la acumulación de guarniciones etíopes en la zona. En la década de 1980 había un centenar de prostitutas entre Asab, Asmara y Massawa, muchas de las cuales trabajaban en bares propiedad de madames.
Durante la Guerra de Independencia, las jóvenes eritreas de los territorios ocupados debían alistarse en el ejército a los 16 años. Hay pruebas de que muchas fueron utilizadas como prostitutas por los soldados. En el momento de la liberación por el Frente de Liberación del Pueblo Eritreo y la independencia, había 4 000 prostitutas en el país, y 2 000 mujeres etíopes fueron deportadas en un intento de reducir la prostitución. Con la propagación del VIH en la década de 1990, se reguló la prostitución y se exigió a las trabajadoras del sexo un chequeo médico mensual.
La prostitución aumentó en Asmara tras la llegada de la fuerza de mantenimiento de la paz de la Misión de las Naciones Unidas en Etiopía y Eritrea en 2000.

## Formas de prostitución
- Callejeras. Trabajan principalmente por la noche buscando clientes en la calle.[2]
- Prostitutas a domicilio. Reciben clientes en sus casas.[2]
- Propietarias de bares. Ejercen la prostitución como fuente adicional de ingresos en los bares de su propiedad.[2]
- Damas de bar. Buscan clientes en los bares en los que trabajan. Pueden ser pagadas o no por los dueños del bar.[2]
- Prostitutas de bares. Trabajan en locales de copas o salones de té y utilizan la prostitución para complementar sus ingresos.[2]
- Burdeles. Existen numerosos burdeles, que suelen ser también bares de copas.[2]
- Negocio online. En los últimos tiempos, con la aparición de los teléfonos móviles, las prostitutas operan en el país.[2]

## VIH
El VIH es un problema en el país, aunque tiene una de las tasas de prevalencia más bajas del África subsahariana. En la década de 1990 se reguló la prostitución y se realizaron controles sanitarios mensuales para intentar frenar la propagación de infecciones. Cerca de veinticinco clínicas y hospitales ofrecieron pruebas gratuitas a las prostitutas. Los trabajadores sociales recurrieron a los ancianos de la comunidad para intentar difundir el mensaje del sexo seguro y el uso del preservativo entre prostitutas y clientes.
Las campañas se han dirigido a grupos de alto riesgo, incluidas las trabajadoras del sexo. Como resultado, la prevalencia del VIH entre las trabajadoras del sexo ha descendido del 22 % en 2002. al 10,4 % en 2014. El uso del preservativo entre las trabajadoras del sexo había aumentado hasta el 95 % en 2014.

## Prostitución infantil
La prostitución infantil es un problema en el país. La ley penaliza la prostitución infantil. La edad mínima para mantener relaciones sexuales consentidas es de 18 años. Las penas por condena de explotación sexual comercial de menores incluyen la prisión. Rara vez se denuncian los delitos, y rara vez se aplican las penas. No se dispone de datos sobre el alcance de la prostitución infantil.
Las fuerzas de mantenimiento de la paz de la ONU han estado implicadas en el uso de prostitutas menores de edad, algunas de tan sólo 10 años. Soldados daneses, italianos, eslovacos e irlandeses han estado implicados.

## Tráfico sexual
Adultos y niños eritreos son objeto de trata sexual en el extranjero, principalmente en Sudán, Etiopía y Libia. Algunas mujeres y menores también son objeto de dicha trata en el interior del país, con casos de otras víctimas que son trasladadas a países del Golfo con promesas falsas de trabajar en el servicio doméstico o administrativo, y terminan siendo explotadas sexualmente. Un número menor de mujeres y niñas han sido objeto de tráfico sexual en Sudán del Sur, Sudán e Israel. Algunos militares y policías eritreos son cómplices de delitos de trata a lo largo de la frontera con Sudán.
La Oficina de Vigilancia y Lucha contra la Trata de Personas del Departamento de Estado de los Estados Unidos clasificó en 2023 a Eritrea como país de "nivel 3".